# Draba stellata
Draba stellata là một loài thực vật có hoa trong họ Cải. Loài này được Jacq. mô tả khoa học đầu tiên năm 1762.